# Kajak i kanu na divljim vodama
Kajak i kanu na divljim vodama je šport na vodi u kojem se natjecatelji natječu veslajući u čamcima na određenim dionicama. Postoje dvije glavne izvedbe čamaca za ovaj sport, a to su kajak i kanu. Razlika je ta što kod kajaka svaki veslač koristi veslo s dvjema lopaticama, dok se kod kanua koristi veslo s jednom lopaticom. Na divljim vodama u kanuu se kleči s dvije noge, a na mirnim vodama s jednom nogom.
U odnosu na drugi vodeni sport koji uključuje natjecanja u kajaku i kanuu, kajak i kanu na mirnim vodama, natjecanje na 'divljim vodama' se održava najčešće na brzim rijekama u kojima je tijek vode zamjetan, te su prisutni valovi, brzaci, slapovi i dr. Postoje i umjetne staze za jednu disciplinu ovog sporta, a to je slalom.

## Discipline
Kajak i kanu na divljim vodama uključuje dvije osnovne discipline: slalom i spust. U svakoj od tih disciplina natječu se natjecatelji u sljedećim kategorijama:
- C-1 (kanu / kanu jednosjed) muški
- C-2 (kanu dvosjed) muški
- K-1 (kajak / kajak jednosjed) muški
- K-1 (kajak / kajak jednosjed) ženski

Slalom je olimpijska disciplina kod koje natjecatelji prolaze zadanu stazu koja se sastoji od 18-25 vrata. Vrata se sastoje od dvije okomite pritke koje vise na žici rastegnutoj iznad staze. Vrata se moraju proći u zadanom redoslijedu, s tim da pojedina vrata valja proći nizvodno a druga uzvodno. Način na koji treba proći vrata označava boja vrata, koja je ili zeleno (prolazi nizvodno), ili crveno (prolaz uzvodno). Svaki pogrešni prolazak vrata ili dodir vrata se kažnjava dodavanjem vremenske kazne ukupnom vremenu. Voze se dvije vožnje, te se poredak računa prema boljem vremenu od te dvije vožnje.
Spust je disciplina u kojoj se u što kraćem vremenu treba prijeći zadani dio staze. Staza je obično duljine 5-8 km koji natjecatelji prijeđu za 15-20 minuta. Natjecanje se održava na način da natjecatelji startaju u razmaku od jedne minute, te se na kraju proglasi konačni poredak. Spust nije olimpijska disciplina.
Također postoji i ekstreman kajak koji je zapravo verzija spusta u kojem se utrke održavaju na brzacima kategorija V-VI. (Brzaci se kategoriziraju na ljestvici od I do VI.). Najpoznatija natjecanja su Sickline, North Fork Championship, Whitewater Grand Prix, Green Race, King of Asia, Little White, Homestake, Rey del Maipo, Citroen extreme.